# 欧洲保险和职业养老金管理局
欧洲保险和职业养老金管理局 是一个欧洲联盟金融监管机构，取代了欧洲保险和职业养老金监事委员会（CEIOPS）。它根据欧盟法规1094/2010.成立 